# Liste der Bodendenkmäler in Gammelsdorf
Auf dieser Seite sind die Bodendenkmäler in der oberbayerischen Gemeinde Gammelsdorf zusammengestellt. Diese Tabelle ist eine Teilliste der Liste der Bodendenkmäler in Bayern. Grundlage ist die Bayerische Denkmalliste, die auf Basis des Bayerischen Denkmalschutzgesetzes vom 1. Oktober 1973 erstmals erstellt wurde und seither durch das Bayerische Landesamt für Denkmalpflege geführt wird. Die folgenden Angaben ersetzen nicht die rechtsverbindliche Auskunft der Denkmalschutzbehörde.

## Bodendenkmäler in Gammelsdorf
| Lage       | Objekt | Akten-Nr.     | Bild |
| ---------- | --- | ------------- | ---- |
| (Standort) | Siedlung vorgeschichtlicher Zeitstellung, u. a. des Neolithikums.                                                                                   | D-1-7437-0037 |      |
| (Standort) | Verebnete Grabhügel vorgeschichtlicher Zeitstellung.                                                                                                | D-1-7437-0038 |      |
| (Standort) | Siedlung der Latènezeit. | D-1-7437-0041 |      |
| (Standort) | Siedlung der Latènezeit. | D-1-7437-0042 |      |
| (Standort) | Siedlung des Neolithikums. | D-1-7437-0044 |      |
| (Standort) | Siedlung vor- und frühgeschichtlicher Zeitstellung.                                                                                                 | D-1-7437-0045 |      |
| (Standort) | Siedlung vorgeschichtlicher Zeitstellung, u. a. des Neolithikums.                                                                                   | D-1-7437-0046 |      |
| (Standort) | Siedlung des Altneolithikums (Linearbandkeramik) und des Jungneolithikums                                                                           | D-1-7437-0049 |      |
| (Standort) | Verebneter Grabhügel vorgeschichtlicher Zeitstellung.                                                                                               | D-1-7437-0050 |      |
| (Standort) | Siedlung vor- und frühgeschichtlicher Zeitstellung.                                                                                                 | D-1-7437-0051 |      |
| (Standort) | Siedlung der Latènezeit. | D-1-7437-0052 |      |
| (Standort) | Siedlung vor- und frühgeschichtlicher Zeitstellung, u. a. des Neolithikums.                                                                         | D-1-7437-0053 |      |
| (Standort) | Siedlung der Latènezeit. | D-1-7437-0054 |      |
| (Standort) | Siedlung vor- und frühgeschichtlicher Zeitstellung, u. a. des Jung- und Endneolithikums                                                             | D-1-7437-0055 |      |
| (Standort) | Siedlung des Neolithikums. | D-1-7437-0056 |      |
| (Standort) | Siedlung des Mittelneolithikums (Stichbandkeramik, Gruppe Oberlauterbach)                                                                           | D-1-7437-0057 |      |
| (Standort) | Siedlung vorgeschichtlicher Zeitstellung. | D-1-7437-0058 |      |
| (Standort) | Siedlung vorgeschichtlicher Zeitstellung, u. a. des Neolithikums.                                                                                   | D-1-7437-0059 |      |
| (Standort) | Siedlung des Neolithikums. | D-1-7437-0060 |      |
| (Standort) | Siedlung vorgeschichtlicher Zeitstellung. | D-1-7437-0061 |      |
| (Standort) | Siedlung vor- und frühgeschichtlicher Zeitstellung.                                                                                                 | D-1-7437-0062 |      |
| (Standort) | Verebneter Grabhügel vorgeschichtlicher Zeitstellung.                                                                                               | D-1-7437-0063 |      |
| (Standort) | Abgegangene Kirche des Mittelalters und der frühen Neuzeit (ehem. Pfarrkirche „St. Veit“)                                                           | D-1-7437-0097 |      |
| (Standort) | Untertägige mittelalterliche und frühneuzeitliche Befunde im Bereich der Kath. Filialkirche                                                         | D-1-7437-0101 |      |
| (Standort) | Untertägige mittelalterliche und frühneuzeitliche Befunde im Bereich der Kath. Filialkirche                                                         | D-1-7437-0110 |      |
| (Standort) | Untertägige mittelalterliche und frühneuzeitliche Befunde im Bereich der Kath. Filialkirche St. Katharina in Katharinazell und ihres Vorgängerbaus. | D-1-7437-0115 |      |
| (Standort) | Untertägige mittelalterliche und frühneuzeitliche Befunde im Bereich der Kath. Pfarrkirche Johannes d. T. in Priel und ihrer Vorgängerbauten.       | D-1-7437-0119 |      |
| (Standort) | Siedlung der römischen Kaiserzeit. Regierungsbezirk Oberbayern                                                                                      | D-1-7437-0131 |      |